# QCT
QCTとは、販売の現場で品質の維持、向上を行う際に最も重要な3つの事柄をまとめたものである。

## 概要
- Q：Quality 品質
- C：Cost 原価
- T：Time 時間

のそれぞれの頭文字を取ったもの。最近ではさまざまな製造技術、情報通信の発展により品質や価格が適正であり、信頼してサービスや製品を購入できることが顧客や購買層にとって当たり前のことであり、これらに支障をきたした場合取り返しのつかない信用失墜に繋がる。
一般に製品やサービスの品質を上げるには、コストと時間がかかり、結局はその負担は顧客や購入者へと向かう傾向にある。また、むやみにコストを下げると品質が下がり、顧客満足度を得にくくなる。時間を掛けないようにと削れば、これも品質低下の一要因となることが多い。こうした中、品質の維持、向上を中心として、それらを支えるコストパフォーマンスや、そこに至るまでの時間、タイムリーなサービス提供などの要因をバランスよく配分していく品質管理が求められている。